# 데인저 존 (영화)
《데인저 존》(영어: Danger Zone)은 캐나다에서 제작된 앨런 이스트먼 감독의 1996년 액션 스릴러 모험 영화이다. 빌리 제인 등이 출연하였고, 대니 러너 등이 제작에 참여하였다.

## 출연진
- 빌리 제인
- 로버트 다우니 주니어
- 케리히로유키 다가와
- 리사 콜린스
- 론 실버
- 패트릭 샤이
- 러셀 사바디어
- 그레그 래터
- 패트릭 은들로부

## 기타 제작진
- 총괄 제작: 아비 러너, 대니 딤버트
- 공동 제작: 제프 앨버트, 빌리 제인
- 협력 제작: 브리지드 올런
- 배역: 마리나 판톤더르
- 미술: 다비드 바로드
- 의상: 이본 더네커